# Turkish Airlines

Những đường bay mà THY đã mở.

THY - Turkish Airlines, Inc. (tiếng Thổ Nhĩ Kỳ: Türk Hava Yolları Anonim Ortaklığı) là hãng hàng không quốc gia của Thổ Nhĩ Kỳ, có trụ sở ở thành phố Istanbul. Hãng có một mạng lưới các tuyến bay thường lệ đến 120 điểm quốc tế từ 37 thành phố ở Thổ Nhĩ Kỳ (38 sân bay nội địa),kết nối với 158 sân bay khác ở châu Âu, châu Á, châu Phi và châu Mỹ. Căn cứ của hãng đóng ở Sân bay quốc tế Istanbul (IST),với các trung tâm thứ cấp ở Sân bay quốc tế Esenboga (ESB), Sân bay quốc tế Sabiha Gökçen (SAW), và Sân bay quốc tế Adnan Menderes (ADB). Năm 2006, 2007 và 2008, THY đã phục vụ lần lượt 17 triệu, 19,7 triệu và 22,5 triệu lượt khách với doanh thu lần lượt là 2,23 tỷ, 3 tỷ và 4,5 tỷ đô la Mỹ. Dự kiến năm THY vận chuyển 25 triệu lượt khác, là hãng hàng không lớn thứ 7 châu Âu về số lượt khách vận chuyển trong năm 2009 (là hãng hàng không quốc gia xếp thứ 4 về tiêu chí này).Hãng bay có hơn 12.000 nhân viên và hiện là thành viên của Star Alliance .Hãng đã có đường bay thẳng từ Istanbul đến Thành phố Hồ Chí Minh và Hà Nội.Tuy nhiên vẫn có thể quá cảnh ở bất kỳ sân bay nào khác mà không cần thông báo trước khi đến Hà Nội và Thành phố Hồ Chí Minh

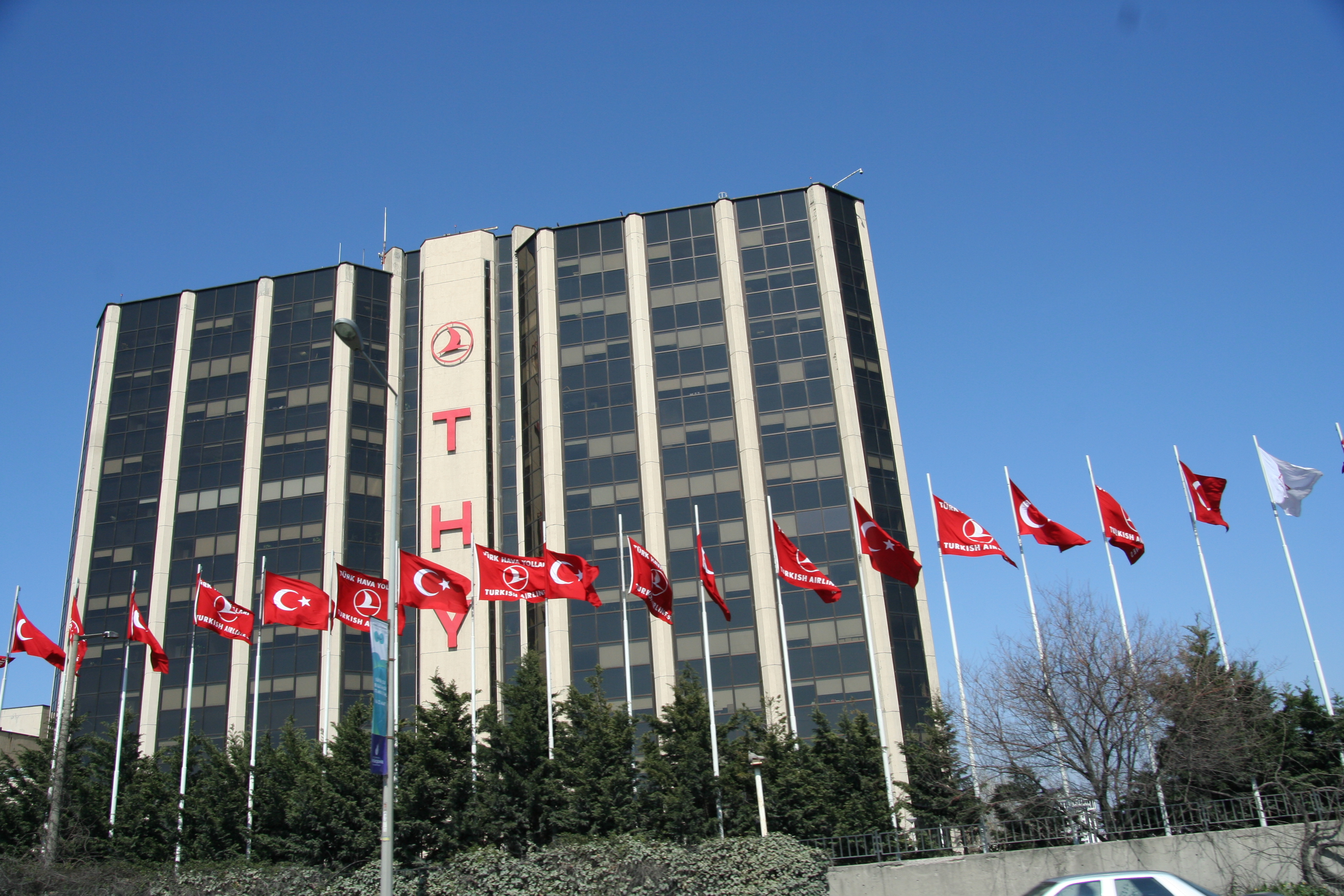
Trụ sở của Turkish Airlines

## Thỏa thuận liên danh
- Aegean Airlines
- Air Albania
- Air Algérie
- Air Astana
- Air Canada
- Air China
- Air Europa
- Air India
- Air Malta
- Air Moldova
- Air New Zealand
- Air Serbia
- All Nippon Airways
- AnadoluJet
- Asiana Airlines
- Avianca
- Azerbaijan Airlines
- Azul Brazilian Airlines
- Bangkok Airways
- Batik Air Malaysia
- Belavia
- Copa Airlines
- Croatia Airlines
- EgyptAir
- Ethiopian Airlines
- Etihad Airways
- EVA Air
- Finnair
- Garuda Indonesia
- Gol Linhas Aéreas Inteligentes
- Gulf Air
- Hawaiian Airlines
- Hong Kong Airlines
- IndiGo
- JetBlue
- Kuwait Airways
- LOT Polish Airlines
- Lufthansa
- Luxair
- Malaysia Airlines
- Middle East Airlines
- Oman Air
- Pakistan International Airlines
- Philippine Airlines
- Royal Air Maroc
- Royal Brunei Airlines
- Royal Jordanian
- RwandAir
- Scandinavian Airlines
- Singapore Airlines
- TAP Air Portugal
- TAROM
- Thai Airways
- Ukraine International Airlines
- United Airlines
- Utair
- Uzbekistan Airways
- Vietnam Airlines

## Kết quả kinh doanh
|                                           | 2003  | 2004  | 2005  | 2006  | 2007  | 2008  | 2009  | 2010  | 2011   | 2012   | 2013   | 2014   | 2015   | 2016   | 2017   | 2018   |
| ----------------------------------------- | ----- | ----- | ----- | ----- | ----- | ----- | ----- | ----- | ------ | ------ | ------ | ------ | ------ | ------ | ------ | ------ |
| Doanh thu (₺triệu)                        | 2,846 | 2,593 | 2,956 | 3,812 | 4,860 | 6,123 | 7,036 | 8,423 | 11,813 | 14,909 | 18,777 | 24,158 | 28,752 | 29,468 | 39,779 | 62,853 |
| Lợi nhuận ròng (₺triệu)                   | 243   | 107   | 138   | 179   | 265   | 1,134 | 559   | 286   | 19     | 1,133  | 683    | 1,819  | 2,993  | -47    | 639    | 4,045  |
| Tỉ lệ vận chuyển hành khách (%)           | 67    | 70    | 72    | 69    | 73    | 74    | 71    | 74    | 73     | 77     | 79     | 79     | 78     | 74     | 79     | 82     |
| Sản lượng vận chuyển hàng hóa (nghìn tấn) | 123   | 135   | 145   | 160   | 183   | 199   | 238   | 314   | 388    | 471    | 565    | 668    | 720    | 876    | 1,123  | 1,412  |
| Tổng số máy bay                           | 65    | 73    | 83    | 103   | 102   | 127   | 134   | 153   | 179    | 200    | 233    | 261    | 299    | 334    | 329    | 332    |
| Số lượng điểm đến                         | 103   | 102   | 107   | 134   | 138   | 142   | 156   | 171   | 189    | 217    | 243    | 264    | 284    | 295    | 300    | 306    |

## Đội bay

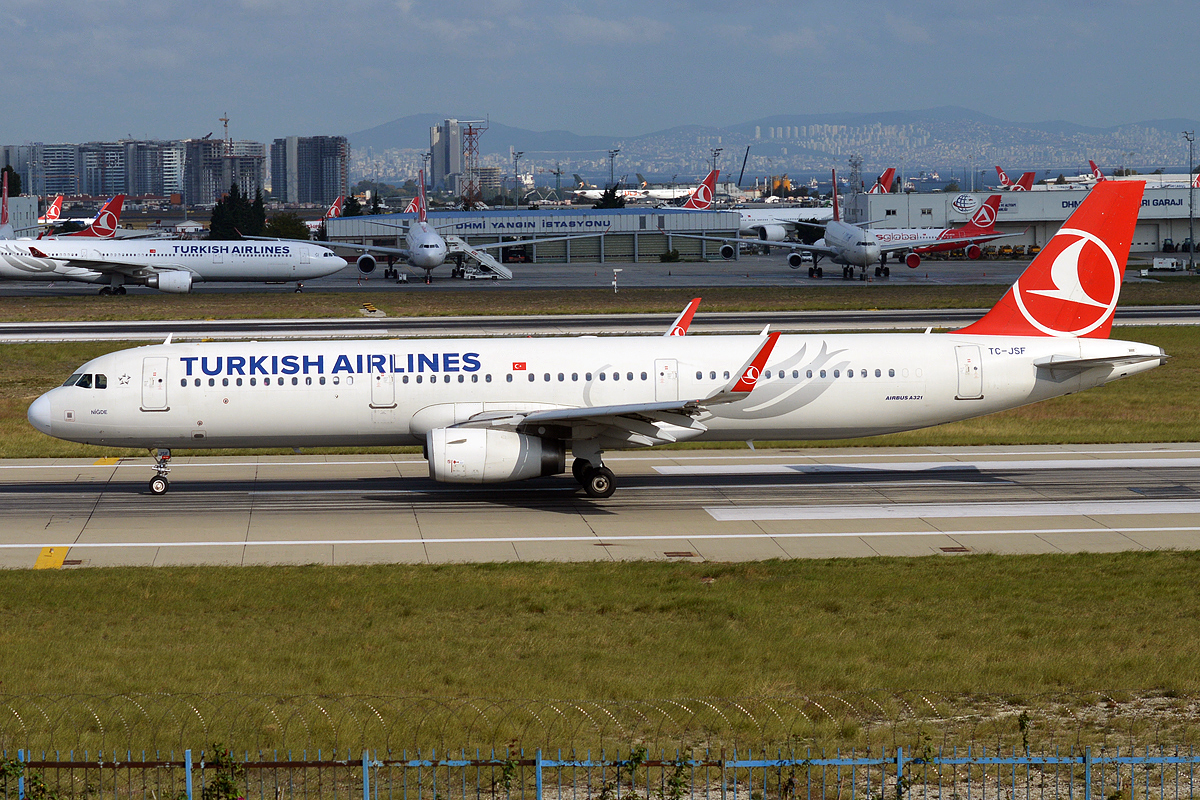
Airbus A321-200

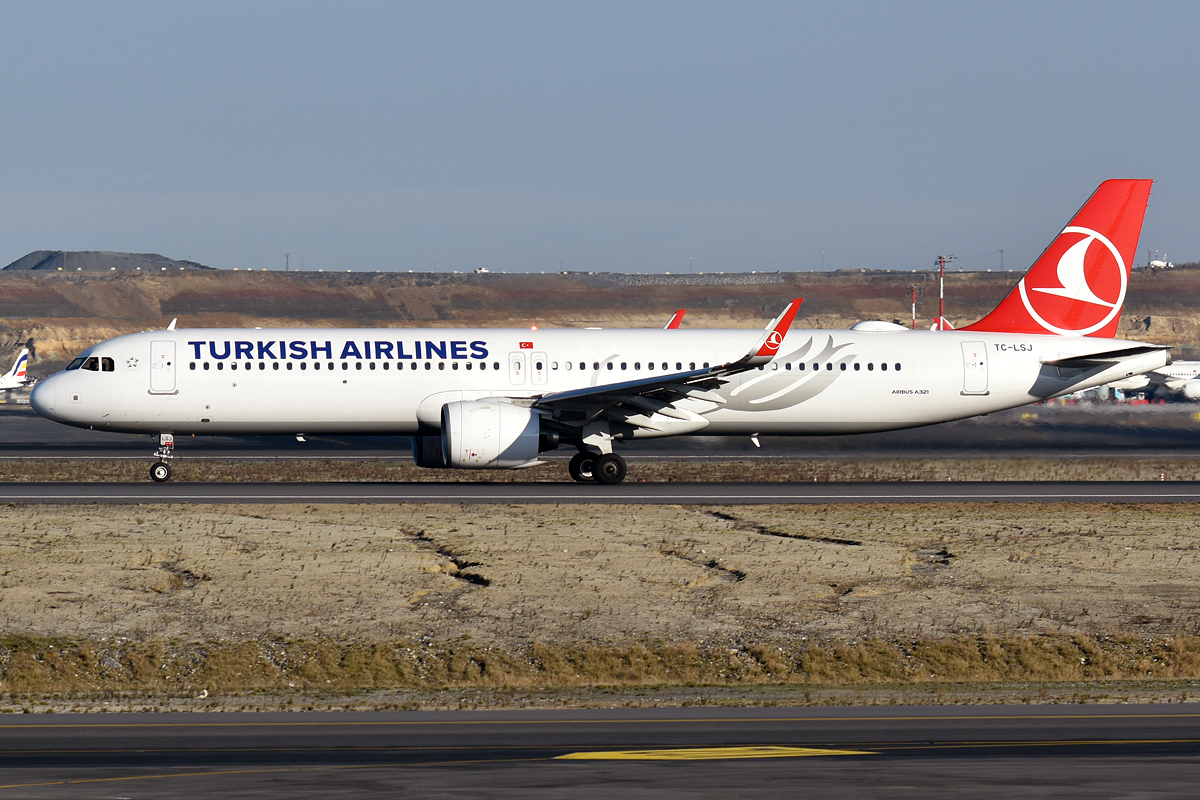
Airbus A321neo ACF

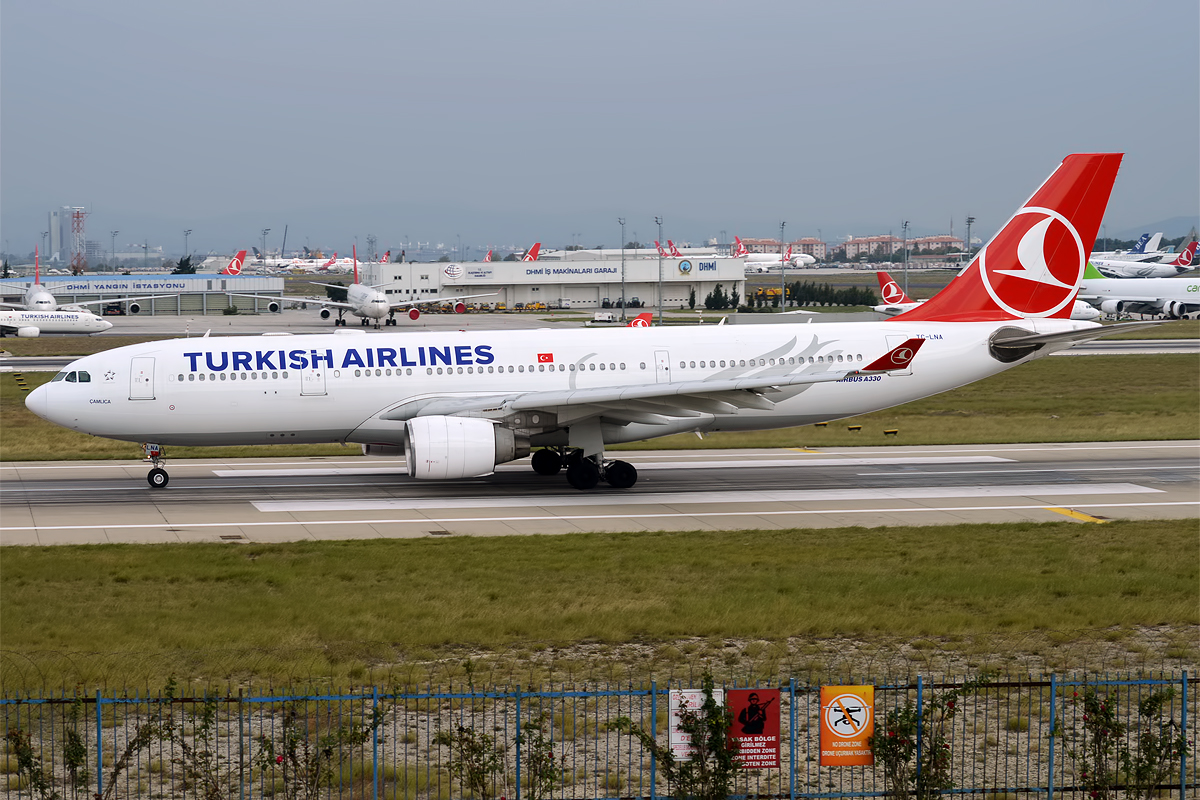
Airbus A330-200

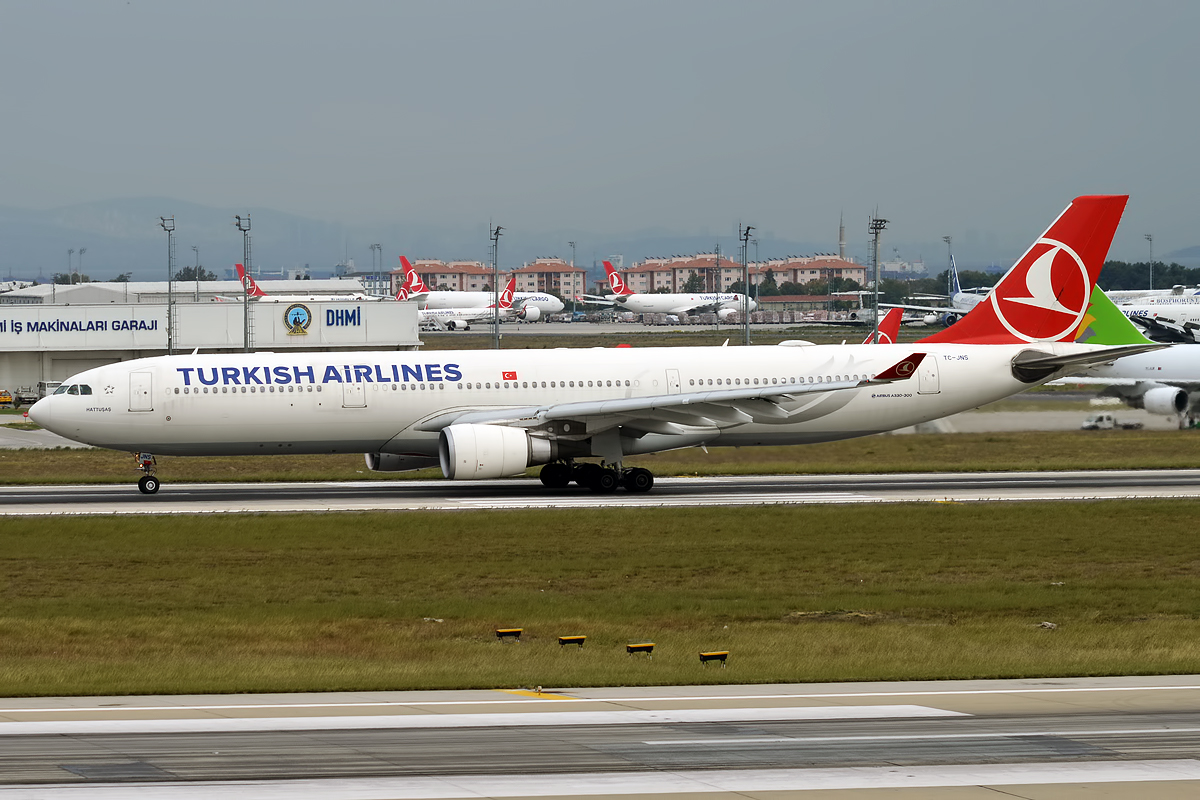
Airbus A330-300

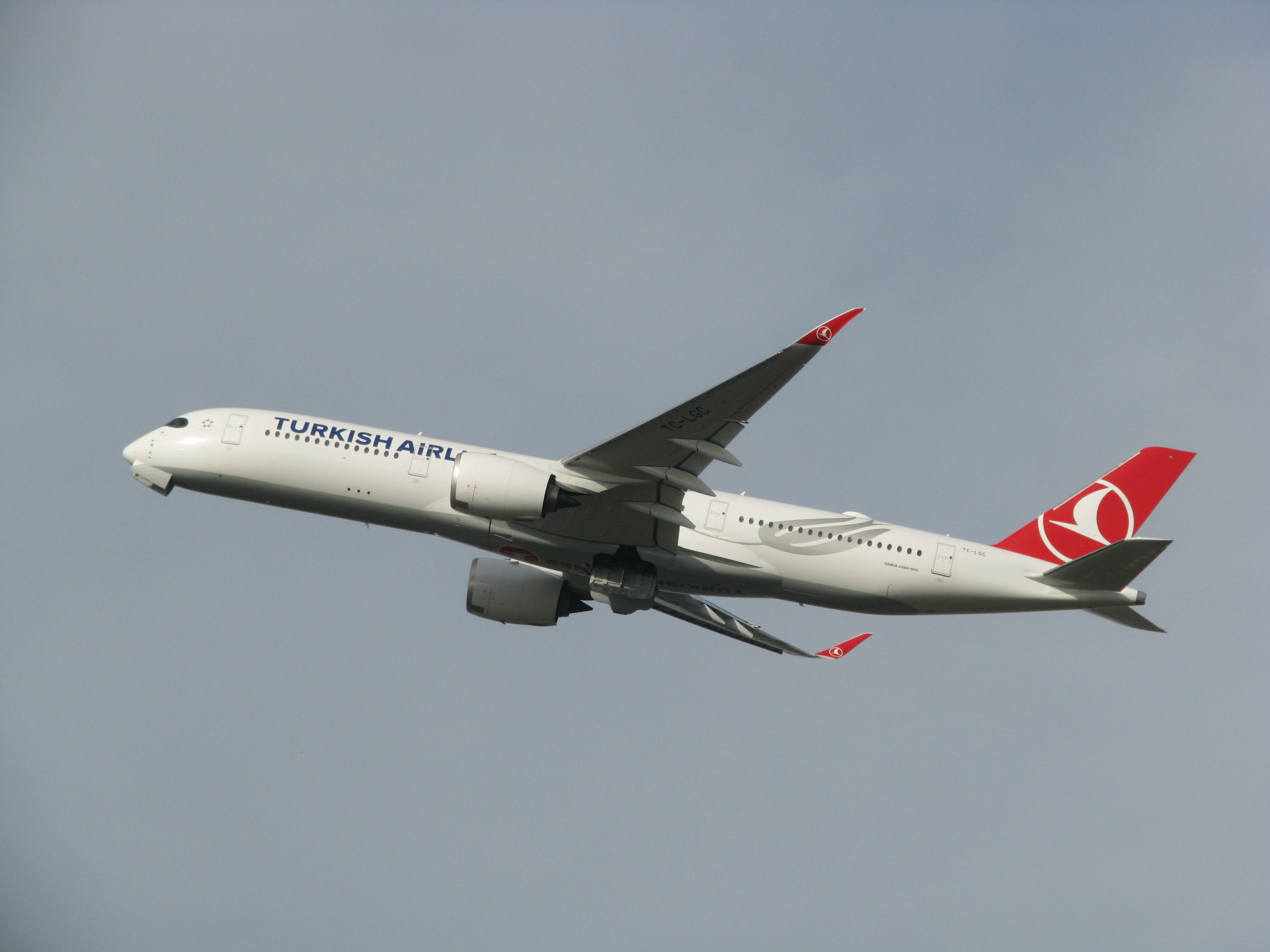
Airbus A350-900

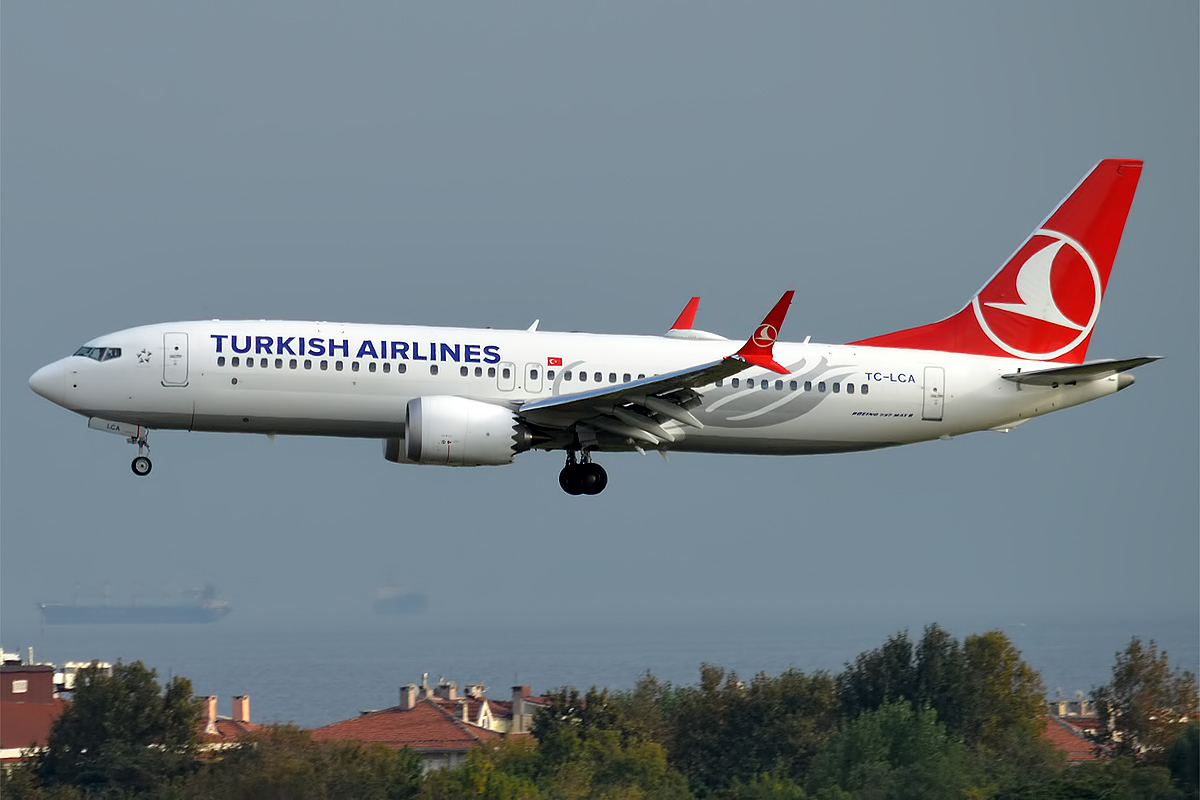
Boeing 737 MAX 8

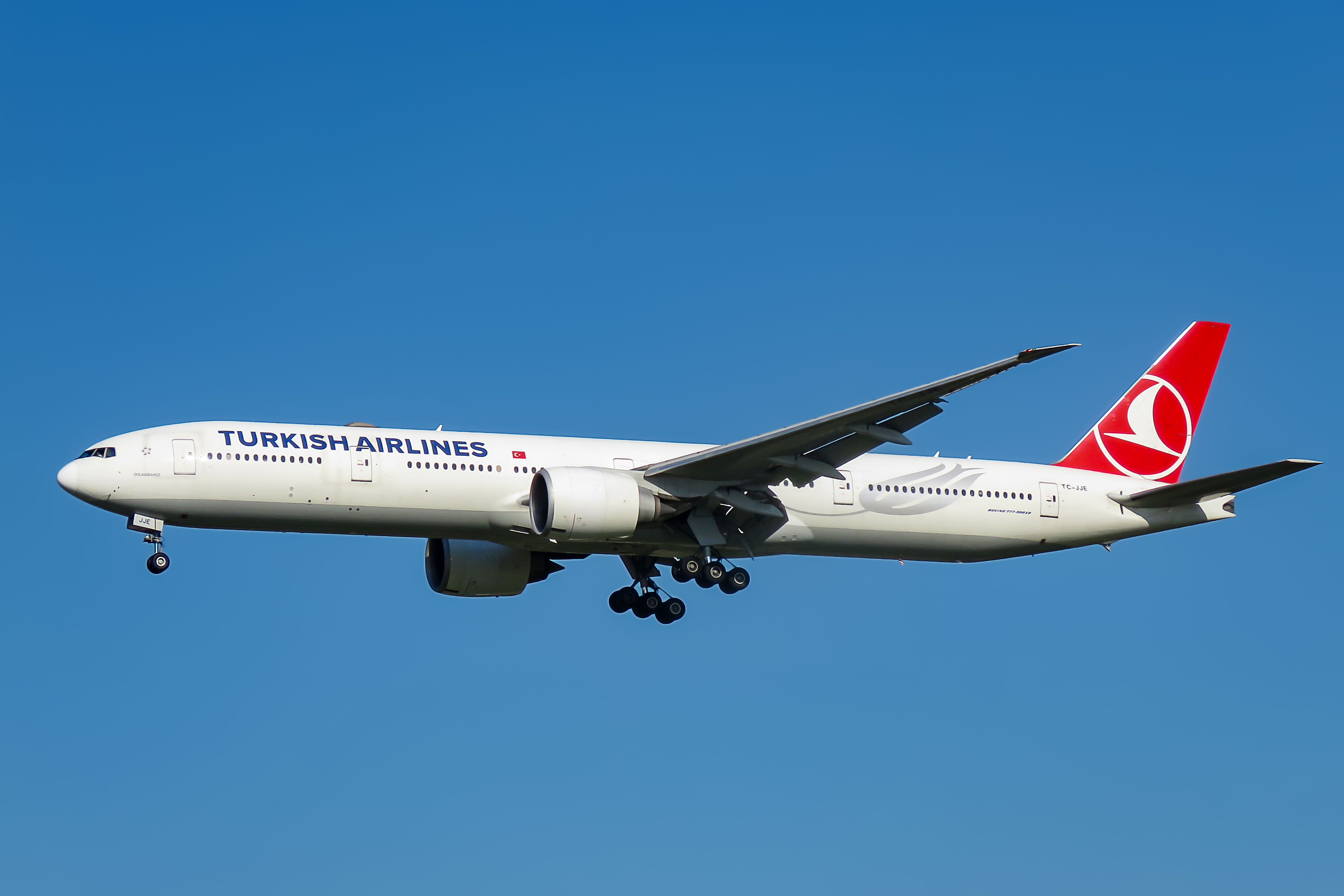
Boeing 777-300ER

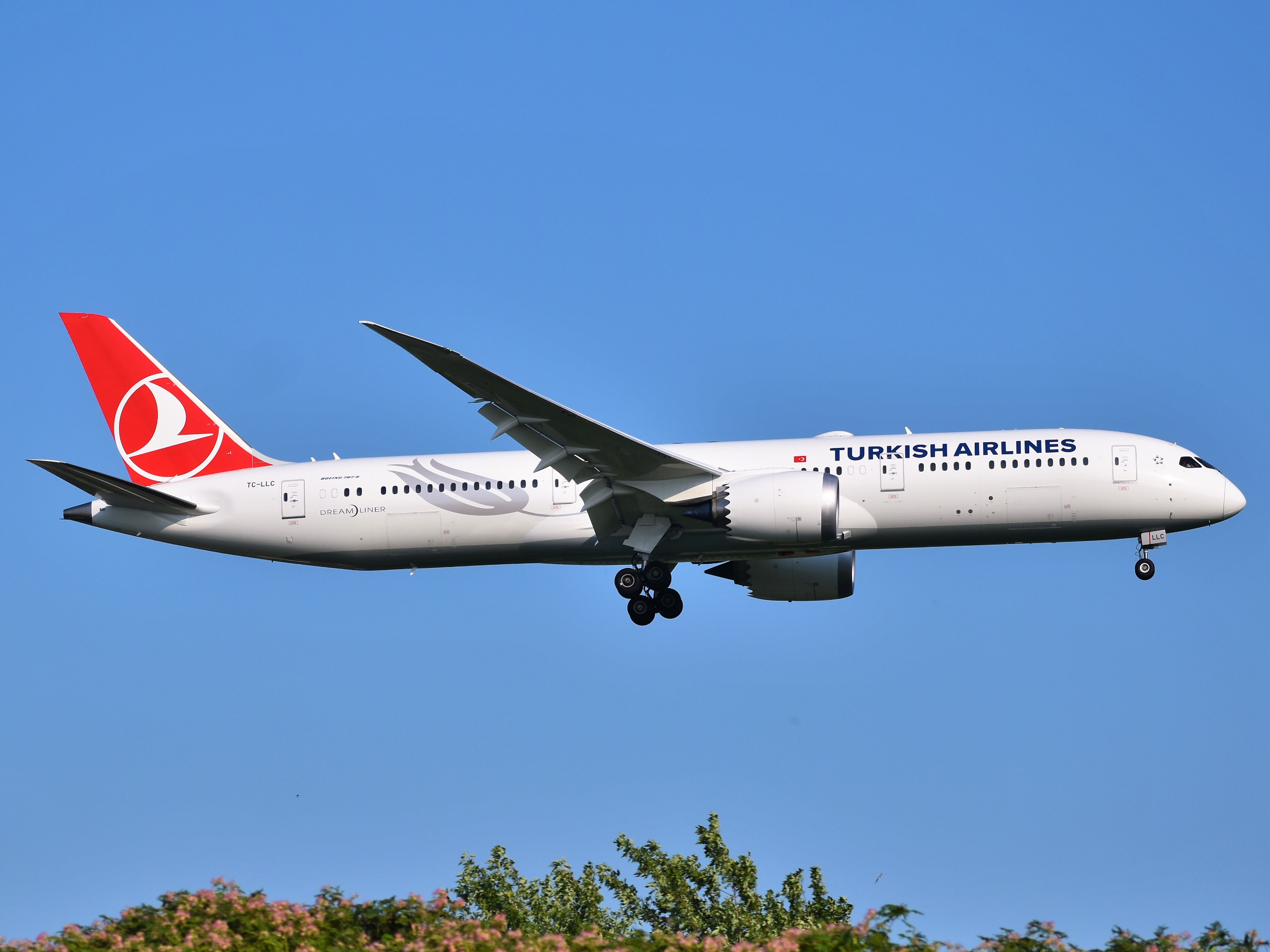
Boeing 787-9

Độ tuổi trung bình đội bay tháng 1 năm 2023 là 7.9 năm.
Tính đến tháng 1 năm 2023:
| Máy bay                                | Tổng                                   | Đặt hàng                               | Số khách (Thương Gia/Phổ thông)        | Ghi chú |
| Đội bay chở khách của Turkish Airlines | Đội bay chở khách của Turkish Airlines | Đội bay chở khách của Turkish Airlines | Đội bay chở khách của Turkish Airlines | Đội bay chở khách của Turkish Airlines |
| -------------------------------------- | -------------------------------------- | -------------------------------------- | -------------------------------------- | --- |
| Airbus A319-100                        | 6                                      | —                                      | 124(12/114)                            | |
| Airbus A320-200                        | 11                                     | —                                      | 150(12/141)                            | TC-JPP mang logo Star Alliance |
| Airbus A320neo                         | 3                                      | —                                      | 186(0/186)                             | Bao gồm máy bay được khai thác bởi AnadoluJet |
| Airbus A321-200                        | 65                                     | —                                      | 194(0/194) 180(16/164) 178(20/158)     | TC-JTK mang logo Pink Cap TC-JTP mang logo THE YEAR OF TROY TC-JTR mang logo AYAKLARI YERE BASMAYAN TEK FESTIVAL TC-JSL mang logo Eid Mubarak TC-JSU mang logo LEGO TC-JRG mang logo Turkey Discover the potential TC-JRO mang logo TURKISH AIRLINES EUROLEAGUE TC-JRL mang logo Star Alliance |
| Airbus A321neo ACF                     | 41                                     | 51                                     | 182(20/162)                            | Bao gồm máy bay được khai thác bởi AnadoluJet Giao hàng đến hết năm 2023 |
| Airbus A330-200                        | 13                                     | —                                      | 220(30/190) 250(22/228) 281(22/259)    | TC-JIZ mang logo INVEST IN TURKEY TC-LNB mang logo Star Alliance |
| Airbus A330-300                        | 37                                     | —                                      | 289(28/261)                            | TC-JOG mang logo THE YEAR OF TROY TC-JOH mang logo UEFA EURO 2016 FRANCE TC-LNC mang logo 300th Aircraft TC-JNI mang logo ISTANBUL 2020 |
| Airbus A350-900                        | 11                                     | 15                                     | 329(32/297) 316(28/288)                | 6 máy bay được tiếp nhận từ Aeroflot, trong đó ít nhất 3 máy bay sẽ giữ nguyên nội thất của Aeroflot. |
| Boeing 737-800                         | 91                                     | —                                      | 151(16/135) 165(12/153) 189(0/189)     | 2 máy bay trong logo Star Alliance TC-JHF mang logo 2010 FIFA WORLD CUP CHAMPIONSHIP TC-JHL mang logo Globally Yours TC-JHU mang logo PREMIUM PARTNER BORUSSIA DORTMUND TC-JFV mang logo OFFICIAL PARTNER OF MANCHESTER UNITED Bao gồm máy bay được khai thác bởi AnadoluJet                   |
| Boeing 737-900ER                       | 15                                     | —                                      | 151(16/135) 169(16/153)                | |
| Boeing 737 MAX 8                       | 27                                     | —                                      | 151(16/135)                            | Bao gồm máy bay được khai thác bởi AnadoluJet |
| Boeing 737 MAX 9                       | 5                                      | —                                      | 169(16/153)                            | |
| Boeing 777-300ER                       | 33                                     | —                                      | 349(49/300) 400(28/372)                | TC-JJI mang logo OFFICIAL SPONSOR OF BARCELONA TC-JJU mang logo ISTANBUL - SAN FRANCISCO TC-JNN mang logo BATMAN v SPIDERMAN (DAWN OF JUSTICE) official airlines partner |
| Boeing 787-9                           | 15                                     | 10                                     | 300(20/270)                            | |
| Đội bay chở hàng của Turkish Airlines  |                                        |                                        |                                        | |
| Airbus A310-300F                       | 2                                      | —                                      |                                        | Thuê bởi ULS Airlines Cargo |
| Airbus A330-200F                       | 10                                     | —                                      |                                        | |
| Boeing 747-400                         | 1                                      | —                                      |                                        | |
| Boeing 777F                            | 8                                      | —                                      |                                        | |
| Tổng cộng                              | 396                                    | 76                                     |                                        | |

## Thống kê
Số lượng hành khách và số lượng chỗ ngồi mà hãng đã phục vụ.
| Năm  | Số lượng hành khách | Số lượng chỗ ngồi |
| ---- | ------------------- | ----------------- |
| 2004 | 11.900.000          | 26481             |
| 2005 | 14.100.000          | 29805             |
| 2006 | 16.900.000          | 36934             |
| 2007 | 19.600.000          | 41619             |
| 2008 | 22.500.000          | 46343             |
| 2009 | 25.000.000          | 56574             |
| 2010 | 29.000.000          | 65100             |
| 2011 | 32.600.000          | 81193             |
| 2012 | 39.000.000          | 96124             |
| 2013 | 48.200.000          | 116433            |
| 2014 | 54.600.000          | 135330            |
| 2015 | 61.200.000          | 153209            |
| 2016 | 62.700.000          | 170092            |
| 2017 | 68.600.000          | 173073            |
| 2018 | 75.100.000          | 182031            |
| 2019 | 74.200.000          | 187.696           |
| 2020 | 27.900.000          | 74960             |

## Hệ thống phòng chờ
_ Turkish Airlines Lounge Business
_ Turkish Airlines Lounge Miles&Smiles
_ Turkish Airlines Lounge Domestic

## Hệ thống giải trí

### Âm nhạc
Sự đa dạng của âm nhạc chính là nhờ sự hợp tác của hãng với công ty âm nhạc hàng đầu thế giới (Universal Music Group). Trong kho nhạc có hơn 750.000 bài hát từ hơn 3.500 nhạc sĩ cũng như các buổi hòa nhạc trực tiếp, cảnh quay hậu trường và bảng xếp hạng âm nhạc.

### Trẻ em
Hệ thống giải trí trên chuyến bay bao gồm các bộ phim, chương trình truyền hình và trò chơi, được lựa chọn đặc biệt cho hành khách là trẻ em. Những hành khách nhỏ tuổi có thể tận hưởng những trò giải trí không ngừng nghỉ trong suốt hành trình của mình nhờ mối quan hệ hợp tác của hãng với Disney và nhiều công ty điện ảnh khác.

### Skylife
Gồm cuốn tạp chí trên chuyến bay hoặc xem trực tiếp trên kho ứng dụng giải trí của hãng.

## Thỏa thuận tài trợ và khuyến mãi
Turkish Airlines đã là nhà vận chuyển chính thức của một số câu lạc bộ bóng đá châu Âu như Manchester United, FC Barcelona, Borussia Dortmund, Olympique de Marseille, Aston Villa, FK Sarajevo, Hannover 96.
Hãng cũng đã thực hiện các hợp đồng tài trợ và quảng bá với các vận động viên và diễn viên nổi tiếng, bao gồm Lionel Messi, Kobe Bryant, Caroline Wozniacki, Kevin Costner, Wayne Rooney, Didier Drogba.
Công ty đã là nhà tài trợ chính của Turkish Airlines EuroLeague kể từ năm 2010 và là một trong những nhà tài trợ của 2010 FIBA World Championship.
Vào ngày 22/10/2013, Turkish Airlines và Euroleague đã ký một thỏa thuận để kéo dài hợp đồng tài trợ hiện có của họ thêm 5 năm cho đến năm 2020.
Turkish Airlines là nhà tài trợ của Turkish Airlines Open, một giải đấu golf European Tour được tổ chức thường niên tại Thổ Nhĩ Kỳ kể từ năm 2013.
Hãng là nhà tài trợ trang phục thi đấu của Galatasaray cho UEFA Champions League 2014–15 và FK Sarajevo. Kể từ đó, hãng đã tiếp tục tài trợ cho Galatasaray và cũng là nhà tài trợ bộ quần áo bóng đá cho các chiến dịch châu Âu của các câu lạc bộ Thổ Nhĩ Kỳ khác như Fenerbahçe và Başakşehir.
Ngày 10/12/2015, Turkish Airlines và UEFA đã ký hợp đồng tài trợ cho UEFA Euro 2016, trở thành nhà tài trợ hàng không đầu tiên cho các giải đấu UEFA European Championship.
Ngày 29/1/2016, Turkish Airlines thông báo hợp tác với Warner Bros để tài trợ cho bộ phim Batman v Superman: Ánh sáng công lý. Trong phim, một cảnh quan trọng diễn ra trên chiếc A330 của hãng. Năm đó, hãng hàng không cũng hợp tác với một số hãng du lịch Thổ Nhĩ Kỳ để sản xuất bộ phim hài lãng mạn Non-Transferable.
Ngày 14/9/2018, Turkish Airlines và Lega Basket Serie A, giải bóng rổ chuyên nghiệp hàng đầu ở Ý, đã ký thỏa thuận tài trợ, đưa hãng hàng không trở thành đối tác chính thức cho mùa giải 2018–19 LBA.
Tháng 2/2019, Turkish Airlines đã sắp xếp để trở thành nhà tài trợ một phần cho đội bóng của League of Ireland First Division, Drogheda United.
Tháng 8/2019, Turkish Airlines đã đạt được thỏa thuận với River Plate để trở thành nhà tài trợ chính của câu lạc bộ thể thao Argentina trong ba mùa giải tiếp theo.
Trước khi bắt đầu mùa giải 2022–23, Turkish Airlines trở thành nhà tài trợ toàn cầu chính thức của UEFA Champions League và UEFA Super Cup, UEFA Youth League và UEFA Futsal Champions League trong phần còn lại của giai đoạn 2021–24 sau khi UEFA đồng ý tài trợ trong 2 mùa tiếp theo.

## Giải thưởng
Turkish Airlines đã giành được giải thưởng Skytrax cho Hãng hàng không tốt nhất Châu Âu, Hãng hàng không tốt nhất Nam Âu và Ghế hạng phổ thông cao cấp tốt nhất thế giới trong ba năm liên tiếp vào các năm 2011, 2012 và 2013, đồng thời giữ vị trí là Hãng hàng không tốt nhất Châu Âu vào các năm 2014, 2015, 2016 và năm 2020, qua đó giữ danh hiệu này trong sáu năm liên tiếp.
Ngoài ra, Turkish Airlines đã được Tin tức Vận tải Hàng không bình chọn là Hãng hàng không của năm tại Lễ trao giải Tin tức Vận tải Hàng không năm 2013. Vào tháng 11/2017, Turkish Airlines đã được tạp chí CEOWORLD công nhận là “Một trong 16 hãng hàng không tốt nhất thế giới cho những người đi công tác”.
Vào tháng 6/2018, hãng thông báo sẽ không còn tham gia vào Skytrax World Airlines nữa.